# Universidad Jean Piaget de Cabo Verde
La Universidad Jean Piaget de Cabo Verde (en portugués: Universidade de Cabo Verde) es una universidad privada de Cabo Verde ubicada en la ciudad capital de Praia en Santiago, con una segunda sede más pequeña en Mindelo en Sao Vicente. Hasta el año escolar 2007-2008, había sido la única universidad de Cabo Verde. Geográficamente es la universidad más occidental de África. La sede principal se encuentra en la parte noroeste de Praia. Se han previsto varias campus, que se añadirán en todo el archipiélago. La universidad lleva el nombre del famoso teórico suizo Jean Piaget. Sirve sobre todo a caboverdianos, pero hay alumnos procedentes del resto de África y América Latina también.